# Platypalpus ringdahli
Platypalpus ringdahli är en tvåvingeart som först beskrevs av Chvala 1975.  Platypalpus ringdahli ingår i släktet Platypalpus och familjen puckeldansflugor. Inga underarter finns listade i Catalogue of Life.